# Columbusdag
Columbusdag (Engels: Columbus Day, Spaans: Dia de La Hispanidad) is een herdenkingsdag in verschillende landen in Latijns-Amerika, de Verenigde Staten, Spanje en Italië waarop men de aankomst van de Italiaanse ontdekkingsreiziger in Spaanse dienst Christoffel Columbus op het continent Amerika op 12 oktober 1492 herdenkt. (Deze datum volgt de juliaanse kalender, maar als wordt teruggerekend met de in 1582 geïntroduceerde gecorrigeerde gregoriaanse kalender die nu bijna overal ter wereld wordt gebruikt, gebeurde de landing op 21 oktober 1492). Columbusdag wordt op die dag gevierd, behalve in de Verenigde Staten, waar Columbusdag op de tweede maandag van oktober valt. In sommige landen wordt de dag bewust niet gevierd, of bewust anders genoemd, met name om de inheems-Amerikaanse slachtoffers van Columbus en latere Europese kolonisten te herdenken en om de gelijkheid en mensenrechten van inheemse Amerikanen te benadrukken. 

## Overzicht
| Land             | Naam herdenking                                                     | Noten |
| ---------------- | ------------------------------------------------------------------- | --- |
| Argentinië       | Día del Respeto a la Diversidad Cultural                            | Ingevoerd in 1917 als Día de la Raza. |
| Brazilië         | O Descobrimento do Brasil                                           | Niet de dag dat Columbus aankwam in de Bahama's, maar de dag dat Pedro Álvares Cabral op 22 april 1500 het huidige Brazilië ontdekte wordt gevierd. |
| Chili            | Día de encuentro de dos mundos                                      | Ingevoerd in 1922 als Aniversario del Descubrimiento de América, maar in de volksmond toen gekend als Dia de la Raza. In 2000 naam gewijzigd. |
| Colombia         | Día de la Raza y de la Hispanidad                                   | Ingevoerd in 1921 als Día de la Raza. |
| Costa Rica       | Día del Encuentro de las Culturas                                   | Ingevoerd als Día de la Raza, in 2004 naam gewijzigd. Vrije dag tenzij 12 oktober op een dinsdag, woensdag, donderdag of vrijdag valt, dan verschuift hij naar de eerstvolgende maandag. |
| Italië           | Giornata nazionale di Cristoforo Colombo                            | Officiële nationale feestdag sinds 2004. |
| Mexico           | Día de la Raza                                                      | Ingevoerd in 1928. |
| Peru             | Día del descubrimiento de América                                   | .... |
| Spanje           | Fiesta Nacional                                                     | De Día de la Raza werd gevierd tot 1957, toen de naam werd veranderd in Día de la Hispanidad, dat in 1981 een officiële feestdag is geworden; in 1987 werd het hernoemd tot Fiesta Nacional. |
| Venezuela        | Día de la Resistencia Indígena                                      | Ingevoerd in 1921 als Día de la Raza. |
| Verenigde Staten | Columbus Day (nationaal) Indigenous Peoples' Day (lokaal/regionaal) | Columbus Day is sinds minstens 1792 lokaal gevierd, werd een officiële nationale feestdag in 1934 en in 1968 ook een vrije dag. In 1972 werd de viering verplaatst van 12 oktober naar de tweede maandag van oktober. Indigenous Peoples' Day wordt sinds 1989 door steeds meer staten en steden herdacht. |

## Verenigde Staten

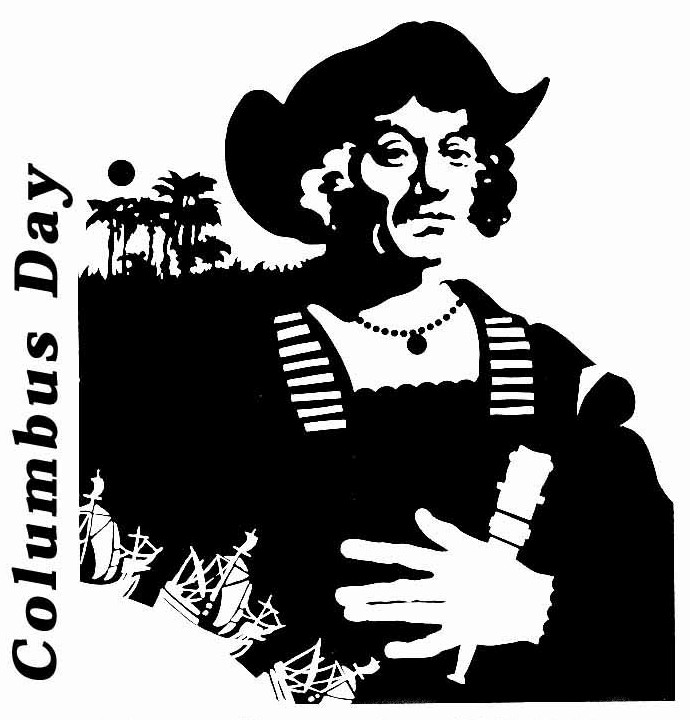
Gestileerde afbeelding van het United States Department of Defense

In de Verenigde Staten werd Columbusdag vooral door Amerikanen van Italiaanse afkomst gevierd. Dit begon in 1892, toen de tocht van Columbus vier eeuwen geleden en de immigratie van Italianen op een hoogtepunt was. De viering was op 21 en niet op 12 oktober wegens de overgang op de Gregoriaanse kalender. Bij die gelegenheid werd de door Francis Bellamy geschreven Pledge of Allegiance geïntroduceerd, een eed van toewijding aan de vlag door schoolkinderen, waarbij ze met gestrekte rechterarm de vlag in hun klaslokaal groetten.
In 1934 verklaarde president Franklin D. Roosevelt Columbusdag tot een nationale feestdag. Sinds 1968 is het ook een vrije dag. Een groot deel van de staten erkennen Columbusdag echter niet als een officiële staatsfeestdag. De dag wordt vooral gevierd in staten met een aanzienlijke Italiaanse bevolking, zoals New York, New Jersey en Massachusetts.
Voor velen in de Verenigde Staten is Columbusdag een omstreden feestdag. Leden van de oorspronkelijke volkeren in Noord-Amerika, tegenwoordig aangeduid als Native Americans, zien in Columbus het symbool van het begin van de onderwerping van de oorspronkelijke bevolking in Amerika. De staat South Dakota viert de feestdag, maar veranderde de naam officieel in Native American Day. Voorts is het zo dat de Vikingen Noord-Amerika honderden jaren eerder bezochten dan Columbus. Zo zijn er archeologische bewijzen van een vikingnederzetting, vermoedelijk onder leiding van Leif Eriksson, in L'Anse aux Meadows op Newfoundland. In Minnesota en Wisconsin in de VS wordt Leif Eriksson Day gevierd, mede vanwege het relatief grote aantal Scandinaviërs dat zich in die staten gevestigd heeft in de 19de eeuw.

## Latijns-Amerika

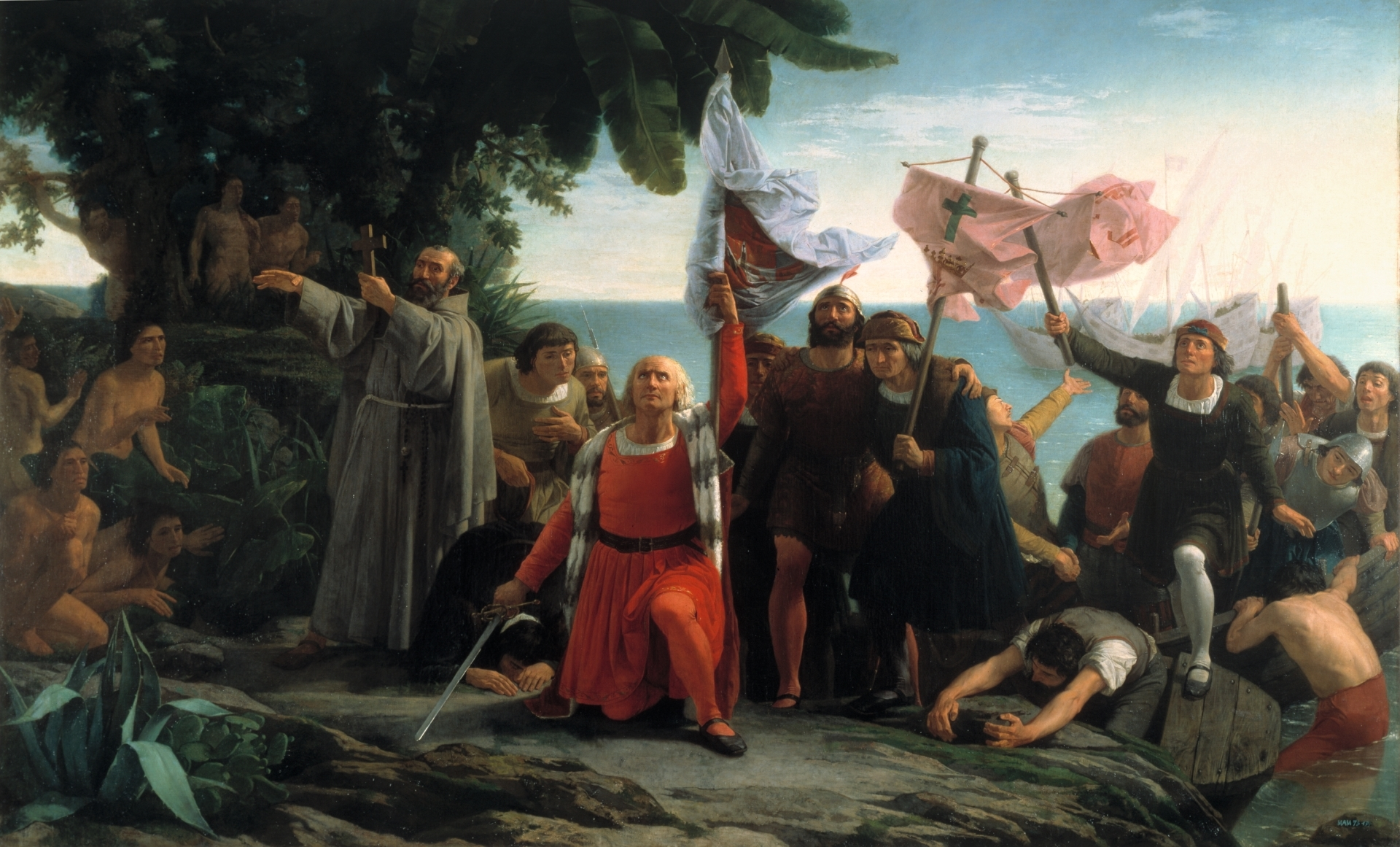
Columbus komt aan in de Nieuwe Wereld, naar een schilderij van Discoro Téofilo de la Puebla

In sommige Latijns-Amerikaanse landen wordt de dag onder een andere naam gevierd, bijvoorbeeld Día de la Raza (Dag van het Ras), maar ook: Día de las Culturas (Dag van de Culturen) in Costa Rica, Discovery Day (Ontdekkingsdag) op de Bahama's, en sinds 2002 in Venezuela: Día de la Resistencia Indígena (Dag van Inheems Verzet).